# Кольядо-Вільяльба
Кольядо-Вільяльба (ісп. Collado Villalba) — муніципалітет в Іспанії, у складі автономної спільноти Мадрид. Населення — 59 900 осіб (2010).
Муніципалітет розташований на відстані близько 35 км на північний захід від Мадрида.
На території муніципалітету розташовані такі населені пункти: (дані про населення за 2010 рік)
- Кольядо-Вільяльба: 14674 особи
- Дееса-Мунісіпаль: 0 осіб
- Ла-Естасьйон: 42388 осіб
- Лас-Ерас: 0 осіб
- Серка-де-Каскаррілья: 11 осіб
- Домініо-де-Фонтенебро: 2827 осіб

## Демографія
Динаміка населення (INE ):

## Відомі особистості
В поселенні народилась:
- Бланка Паділья (* 1995) — іспанська топ-модель.

## Галерея зображень

Розташування муніципалітету у автономній спільноті Мадрид